# Daphna Edwards
Daphna Edwards est une réalisatrice, productrice et scénariste américaine.

## Filmographie partielle
- 1998 : Exposé